# La chica satélite y el chico vaca
La chica satélite y el chico vaca (en hangul, 우리별 일호와 얼룩소) es un largometraje de animación surcoreano estrenado en 2014. Fue dirigido por Hyeong-yoon Jang, conocido por sus cortometrajes de animación como Wolf Daddy y A Coffe Vending Machine and its Sword.

## Reseña
Kyung-Chun es un estudiante universitario corriente que sueña con ser músico, pero cuando todo en su vida no funciona, incluida la música y el amor, pierde el corazón. Un día, Kyung-chun es transformado en vaca lechera por una fuerza mágica desconocida, y es perseguido por un capataz que quiere su hígado y un incinerador que quiere quemar los hígados de los humanos que han perdido la cabeza y se han convertido en animales. Sola en el espacio y sin contacto con la Tierra, Il-ho, se siente intrigada por la canción cantada por Kyungcheon y desciende a la Tierra en busca de cantante. En su camino a la Tierra, es transformada accidentalmente en mujer por un hechizo del mago Merlín, que se ha convertido en papel higiénico. Después, Kyung-chun, el chico vaca, una chica satélite y Merlín se reúnen en la habitación de la azotea de Kyung-chun, y los tres comienzan una extraña convivencia.

## Elementos artísticos
Graduado por la Academia Coreana de Artes Cinematográficas (KAFA), Hyeong-yoon Jang es uno de los directores más reconocidos del panorama de la animación independiente coreana, junto a Sang-ho Yeon, y el fundador del estudio Now or Never. El trabajo de Jang se ha descrito como «una atmósfera tranquila, una dulce historia de amor y un impredecible sentido de la comedia en medio de una imagen y un contenido de aspecto algo bobalicón»  , y esta película es una extensión de ello, tanto en contenido como en personajes.
En concreto, Il-ho, es el primer satélite nacional de Corea (KITSAT-1), conocida en coreano con el nombre de nuestra estrella (en hangul, 우리별), aparece como heroína en esta película. El director Jang Hyung-yoon explica por qué eligió a Il-ho como heroína: «Me gustó el hecho de que el espíritu de  Il-ho tenga poco más de 20 años, su peso sea similar al de un humano y que pueda volar porque es un satélite que ha perdido el contacto con la Tierra y está constantemente mirando a la Tierra». 
El protagonista, Kyung-chun, debe su nombre al director musical Ko Kyung-chun. No sólo el nombre, sino también el escenario de ser músico. La película refleja la vida de los jóvenes coreanos de hoy y cuenta con escenarios reales como la calle Hongdae, la Torre Seúl y el río Han Dunchi.

## Personajes

### personajes principales
- Kyung-chun: Yoo Ah In

Es un estudiante universitario apasionado por la música, que actúa en las calles de Hongdae e incluso llega a la final de un programa de audiciones. Sin embargo, cuando descubre que su amada Eun-jin está enamorada de otro, pierde el corazón y se convierte en una vaca. Tras ser perseguido por un mafioso y una incineradora, es salvado por Ilho y obligado a vivir con ella en una residencia.
- KITSAT 1 (Ilho)

Jeong Yu-mi: Su verdadero nombre es «Uryuul Ilho» (Nuestra estrella 1). Originalmente era un satélite lanzado para observar la Tierra, pero se acercaba al final de su vida y se encontraba flotando en el espacio cuando oyó cantar a Kyung-Cheon y decidió volver a la Tierra para encontrar al dueño de la voz. En su descenso, rescata accidentalmente al perseguido Jing Tian y Merlín le da el cuerpo de una niña. Aunque tiene cuerpo humano, es esencialmente un satélite y posee una serie de poderes especiales, que utiliza a menudo para salvar a Kyung-Cheon del peligro. Al principio, le persigue porque le gusta cómo canta, pero poco a poco le va cogiendo cariño.
- Merlín: Donyong Lee

Es un archimago con sangre de hada, pero adopta la forma de un rollo de papel higiénico porque el árbol donde duerme fue talado para hacer sitio a un campo de golf. Los tejidos que forman parte de su cuerpo contienen poderes mágicos, que puede desentrañar para realizar su magia. Ayuda a Kyung-chun y a Ilho de muchas maneras.
- Presidente Oh: Cho Young-bin

Un cazador que persigue a los humanos que se han convertido en animales para salvar el hígado . Puedes teletransportarte o realizar magia a través de objetos de vidrio. Recientemente, mi objetivo es Kyung-chun, que se ha convertido en una vaca lechera.
- incinerador

Un monstruo que captura y quema a las personas que han perdido la cabeza y se han convertido en animales.
- Eunjin: Jo Eunseon

Una estudiante del mismo curso de Kyung-chun, está enamorado de ella.
- Bruja del Norte: Hwang Seok-jeong

Una bruja que lleva al bosque a los humanos convertidos en animales y los protege. Parece un jabalí.
- Perro negro: Jang Hyeong-yoon

Un perro negro que Kyung-chun tiene en su sala de estar.
- Propietario: Jo Tae-im

El dueño de la habitación donde vive Kyung-chun

### Otros personajas
- Pareja de fantasía: Jeong Yu-mi
- Niño de fantasía: Choi Do-young
- Profesor: Hyukjin Jang
- Asistente: Sihyeong Choi
- Tiburón privado: Jang Hyuk-jin
- Presidente del club: Lee Don-yong
- Presentador de noticias: Choi Jin-woo
- Reportero de noticias: Jo Eun-seon
- Niño del patio de recreo: Choi Do-young
- Mamá del patio de recreo: Choi Do-young
- Policía del patio de recreo: Jang Hyuk-jin
- Gente del patio de recreo: Yeon Sang-ho, Hwang Seok-jeong, Choi Jin-woo, Kim Chang-soo, Choi Si-hyung, Kim Hyeong-mi, Kim Hye-jin
- Almirante Yi Sun-sin: Jo Yeong-gak
- Chico de la bicicleta: Choi Si-hyung
- Transeúntes: Kim Ye-jin, Choi Jin-woo, Kim Chang-soo, Yeon Sang-ho, Jang Hyung-yoon
- Voces en la oscuridad: Jo Young-gak, Go Eun-ha, Pyo Yong-soo

## Banda sonora
La canción final de la película, «A Beautiful Memory», es el tema del protagonista masculino, Kyung-chun, y «Wait for Me» es el tema de la protagonista femenina, Il-ho.

## Lanzamiento

### Preestreno
El 13 de febrero de 2014, miembros del Instituto Avanzado de Ciencia y Tecnología de Corea (KAIST), que desempeñaron un papel destacado en el desarrollo del KITSAT-1, asistieron al preestreno en el cine. Entre los presentes se encontraban Park Sung-dong (director general de SetracI), que se encargó del análisis de la misión, el análisis térmico y el diseño del receptor, el demodulador y la antena durante el desarrollo del Wooribul 1, así como Lee Woo-kyung (profesor de la Universidad Aeroespacial de Corea), Chun Jin-hwan (director de la Asociación de Antiguos Alumnos del KAIST), Park Sung-jin (director general de Storytoon) y Choo Gil-jae (CSO del KAIST), que participaron en el desarrollo del KITSAT-2. Jang dijo que era la primera vez que se reunía con alguien implicado en el desarrollo del satélite KITSAT-1. «En agosto del año pasado se cumplieron 20 años del lanzamiento del KITSAT-1», dice Park Sung-dong. Me sentí agradecido y feliz de que alguien utilizara este material y rodara una película sobre él». 

### Estreno
La película fue estrenada oficialmente el 20 de febrero de 2014 en los cines surcoreanos, estrenada en España durante el Festival de Cine de Sitges  en octubre de 2014, donde resultó ganadora del premio al Mejor Largometraje Animado, en noviembre del mismo año estuvo presente en el Festival Internacional de Cine de Gijón, llegando a los cine españoles el 29 de agosto de 2015. En Argentina se estrenó en el Festival Internacional de Cine Independiente de Buenos Aires.

## Premios y nominaciones
| 2014 | 47.º Festival de Cine de Sitges | Mejor Largometraje Animado | The Satellite Girl and Milk Cow | Ganadora |